# Больница Петра Великого

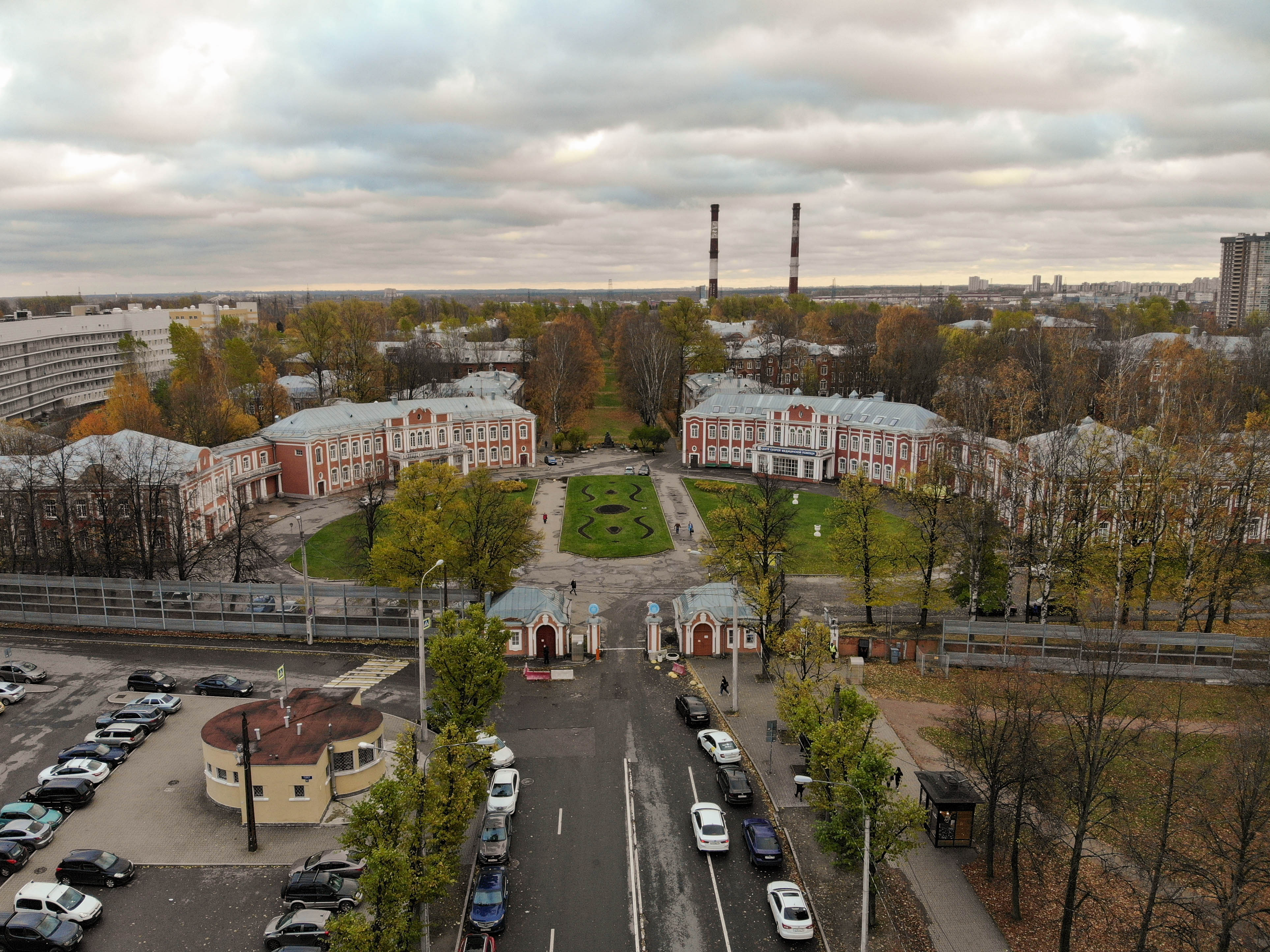
Площадь у входа на территорию

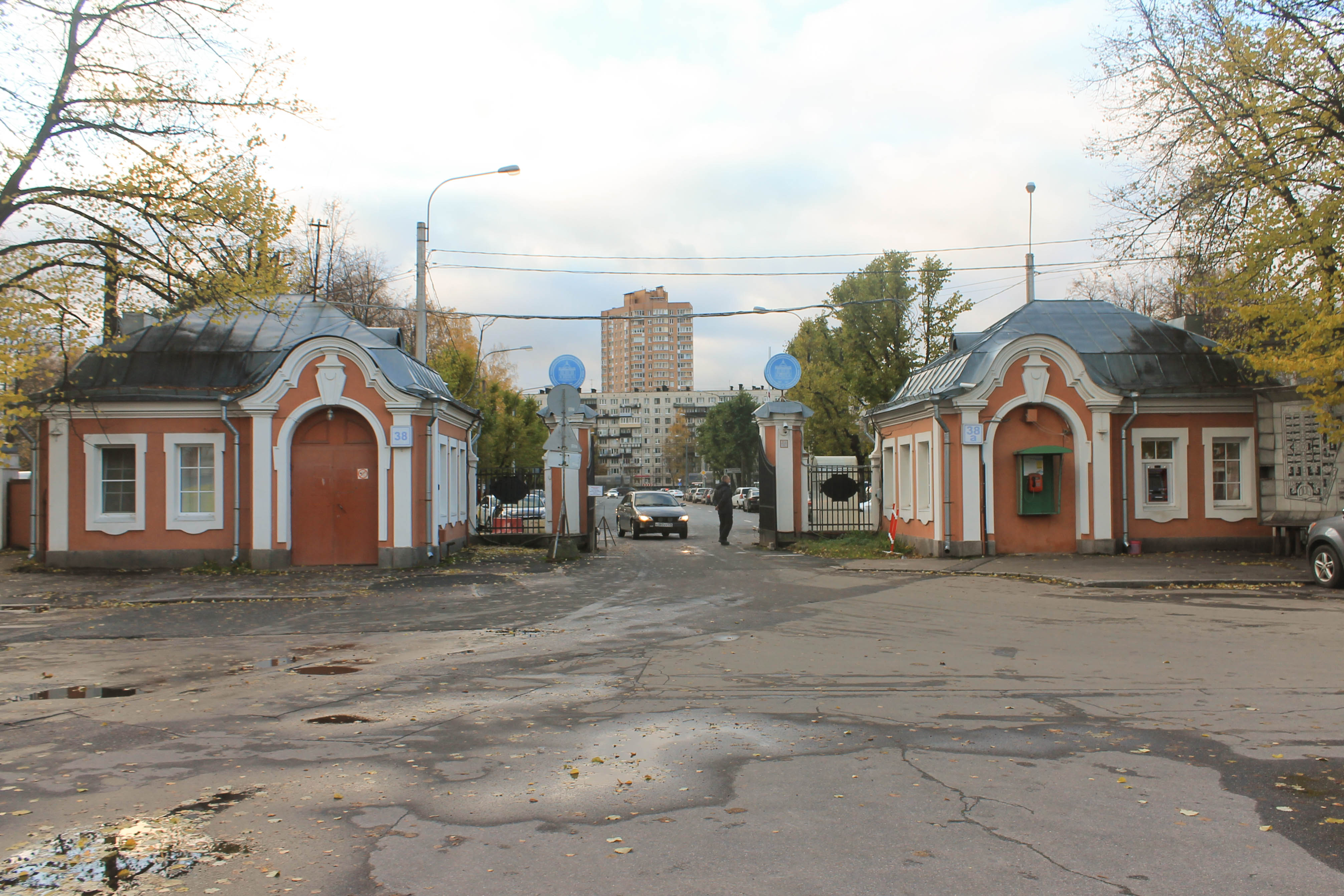
Входные павильоны, корпуса 38 и 38а

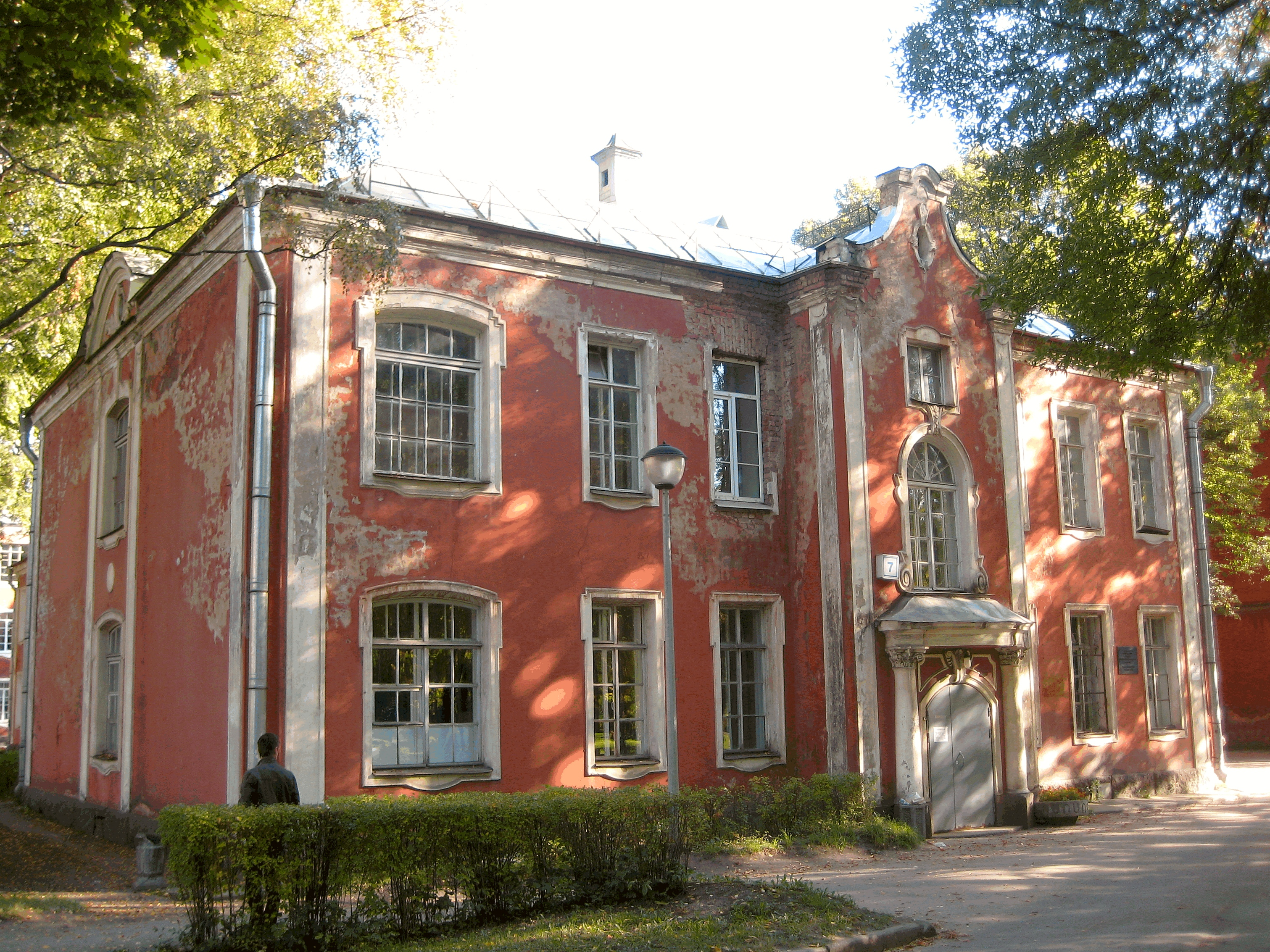
Корпус 7

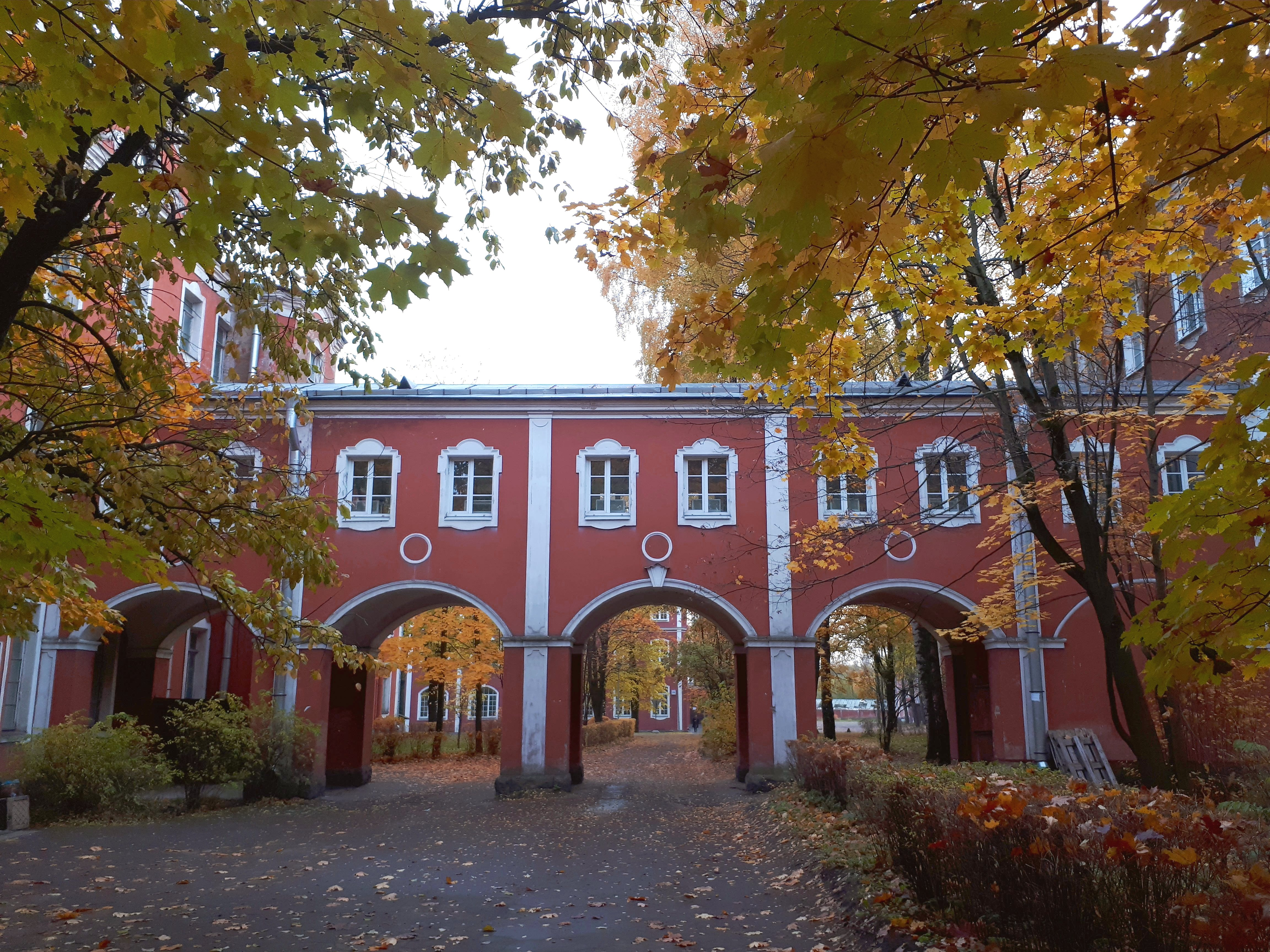
Переход между корпусами 9 и 11

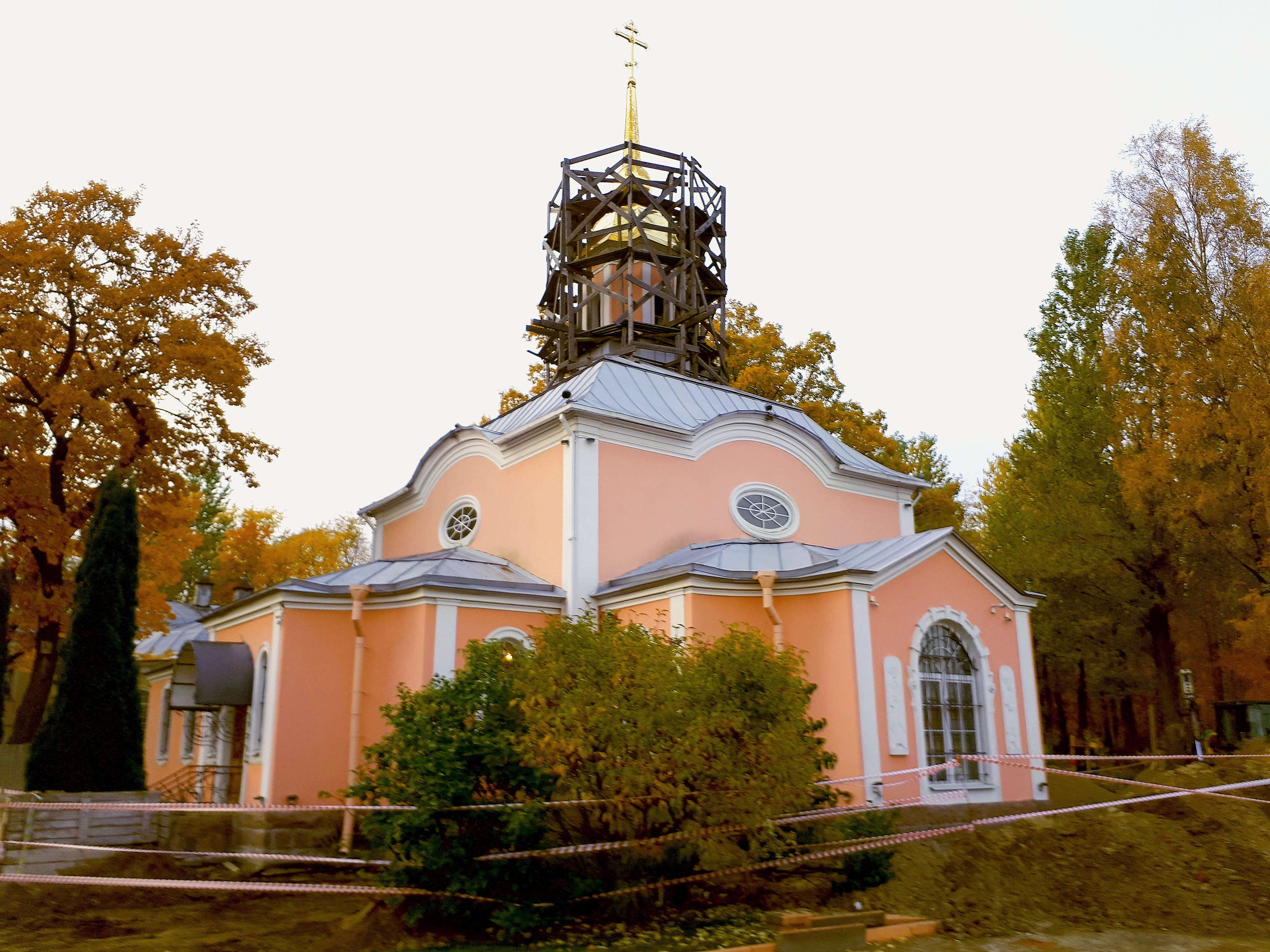
Больничная церковь

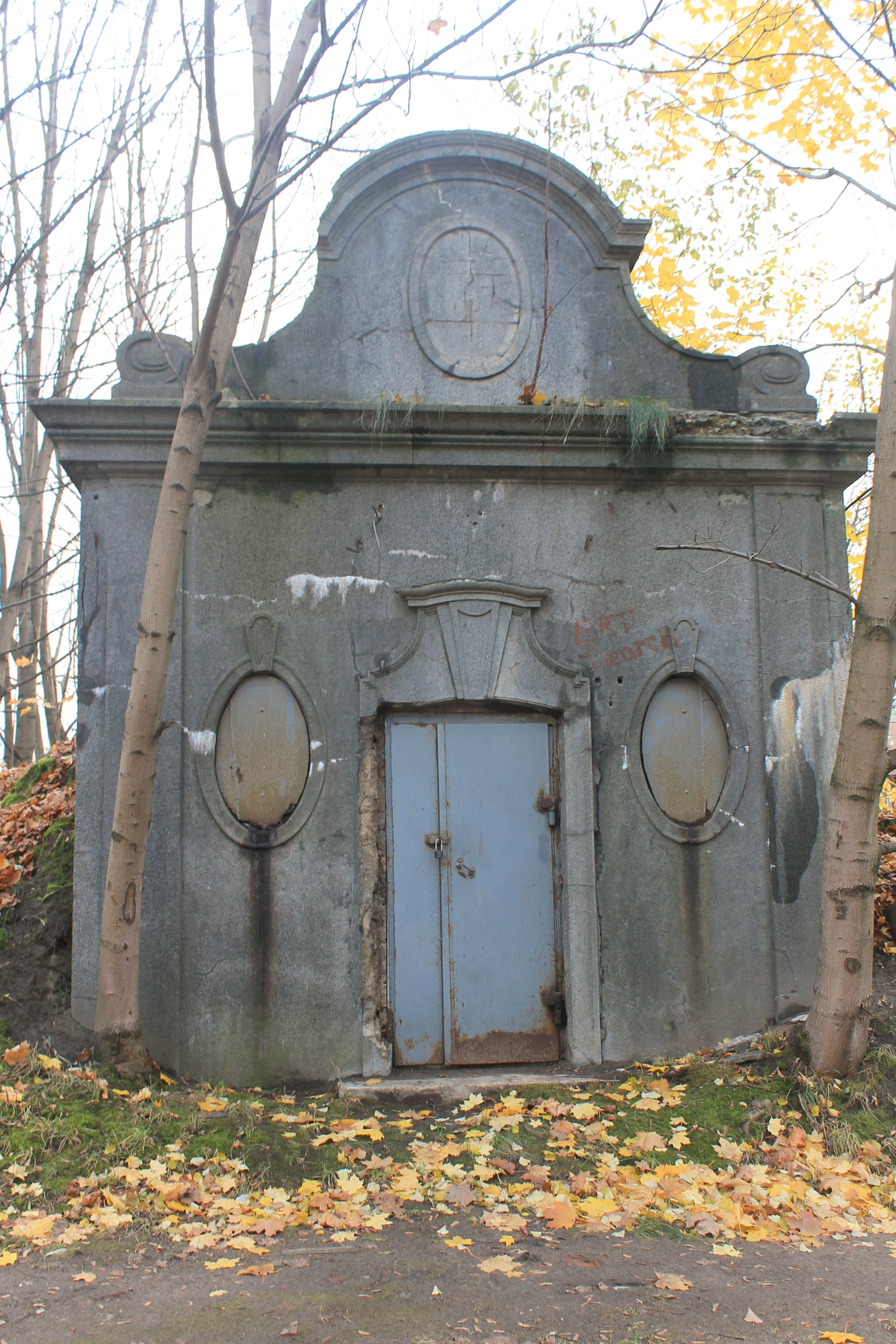
Вход в погреб

Больница Петра Великого (c 1918 по 1994 год — Больница имени И. И. Мечникова) — одна из крупнейших больниц в Санкт-Петербурге. Расположена в Красногвардейском районе, в районе железнодорожной станции Пискарёвка. Занимает обширный участок между Пискарёвским и Екатерининским проспектами. Корпуса больницы имеют нумерацию по Пискарёвскому проспекту, д. 47.
В настоящее время больница является клинической базой Северо-Западного государственного медицинского университета имени И. И. Мечникова.
При больнице действует церковь Святых Апостолов Петра и Павла.

## Отделения[1]
- консультативно-диагностический центр (в том числе отделение физиотерапии и лечебной физкультуры, отделение функциональной диагностики)
- кардиологические отделения для лечения больных с нарушениями проводимости сердца и больных с инфарктом миокарда
- эндокринологическое отделение
- неврологическое отделение
- дерматовенерологическое отделение
- урологическое отделение
- хирургическое отделение
- отделение торакальной хирургии
- колопроктологическое отделение
- онкологическое отделение
- сердечно-сосудистой хирургии
- нефрологическое отделение
- гастроэнтерологическое отделение
- терапевтические отделения
- отоларингологическое отделение
- травматологические отделения (в т.ч отделение гнойной хирургии для лечения остеомиелита)
- центр лучевой диагностики (отделение магнитно-резонансной томографии, отделение рентгеновской компьютерной томографии, отделение ультразвуковой диагностики, рентгеновское отделение и др.
- стоматологическое отделение
- эндоскопическое отделение

## История

### Основание
Решение о постройке больницы на 1000 коек было принято на заседании городской думы 8 января 1903 года и «в память основателя города наименовать её больницей Петра Великого». В том же году на месте строительства профессором В. М. Бехтеревым был положен закладной камень. Было решено приурочить её закладку к 200-летию Санкт-Петербурга. В мае 1906 года по поручению городской управы Императорское общество архитекторов объявило конкурс на проект больницы. В результате конкурса был выбран проект инженеров Л. А. Ильина, А. И. Клейна и А. В. Розенберга под руководством архитектора П. Ю. Сюзора при участии врачей А. А. Нечаева, В. М. Кернига, С. В. Посадского, А. А. Кадьяна, Г. Ф. Цейдлера, В. А. Вастена и Э. А. Гизе. Проект больницы ещё несколько лет дорабатывался с учётом последних достижений науки и техники того времени и западноевропейских стандартов того времени, для чего Л. А. Ильин был послан в командировку по лучшим лечебным заведениям Западной Европы. Окончательный проект, утверждённый 28 сентября 1907 года, предусматривал 16 двух- и трёхэтажных корпусов-павильонов общей вместимостью 2000 коек, частью изолированных, частью связанных переходами. Архитектурное решение выдержано в «голландском» стиле, характерном для Петербурга петровской эпохи.
Хотя строительство началось в 1907 году, формальная церемония закладки больницы состоялась только 30 (17) мая 1910 года (в день рождения Петра I) в присутствии императрицы Александры Фёдоровны и великих князей. Открытие же больницы состоялось 1 мая (18 апреля) 1914 года. К этому времени было возведено 6 павильонов на 600 коек для больных терапевтического профиля и заложен фундамент ещё 15 павильонов. В связи с началом Первой мировой войны к концу 1914 года в больнице развернули 1200 коек, к 1917 году больница располагала уже 1500 койками (по другим сведениям — 1450), и в ней были открыты холерные, брюшно- и сыпнотифозные отделения. 24 декабря 1918 года больнице присвоили имя Ильи Ильича Мечникова. Но вскоре строительство было остановлено, а с 1919 по 1924 год больница и вовсе была закрыта.
При въезде на территорию больницы четыре корпуса были расположены полукругом, образуя площадь. От неё вглубь территории уходила аллея, по бокам которой планировалось дальнейшее строительство корпусов.
Восстановлением и реконструкцией 1922—1924 годов руководил выдающийся хирург Владимир Андреевич Оппель. На тот момент в больнице были созданы:
- хирургическое отделение (заведующий В. А. Оппель);
- отделение нервных болезней (заведующий М. И. Аствацатуров);
- урологическое отделение (заведующий И. Н. Шапиро)
- онкологическое отделение (открыто в 1925 году, заведующий Н. Н. Петров). 16 марта 1927 года отделение было преобразовано в Научно-практический онкологический институт. В 1944 году институт переехал на Каменный остров[7];
- ортопедическое отделение (открыто в 1932 году, заведующий Р. Р. Вреден);
- гинекологическое отделение (заведующий В. М. Ёлкин);
- отделение лёгочного туберкулёза (заведующий М. М. Бок).

В 1929 году в больнице насчитывалось уже 2000 коек, и она стала самым крупным лечебным учреждением в стране. При ней было организовано мощное подсобное хозяйство: свинарник, коровник, конюшня, оранжереи, теплица, овощехранилище и пасека. Больница имела 16 гектаров обрабатываемой земли, где помимо овощей выращивались земляника, малина, смородина, крыжовник, яблоки, лекарственные травы.

### Медвуз-больница-техникум
В 1932 году при больнице был организован вечерний учебный комплекс «Медвуз-больница-техникум имени И. И. Мечникова». Его деканом стал выдающийся хирург П. Н. Напалков.

Наш медвуз-больница должен был открыться 1 сентября 1932 года. Создание теоретических кафедр намечалось на базе мощных лабораторий. Кафедры должны были возглавить доктора медицинских наук и профессора, которые заведовали отделениями… Мы сразу столкнулись с мощным сопротивлением не только многих сестёр, но и заведующих отделениями, не желавших терять опытных работников. Однако нам удалось переместить этих сестёр на должности не интересные для вуза. Ведь потеря кадров для нас была для нас нежелательной. С 1 сентября система «медвуз-больница» заработала. Был составлен приемлемый график работы и учёбы всех двухсот студентов.
— Из воспоминаний П. Н. Напалкова
Кафедры медвуза-больницы возглавили профессора
- терапия — В. Д. Вышегородцева,
- хирургия — Н. Н. Самарин и В. М. Назаров,
- акушерство и гинекология — В. М. Ёлкин,
- урология — И. Н. Шапиро,
- детские болезни — А. Ф. Тур,
- кожные и венерические заболевания — С. Т. Павлов,
- оториноларингология — К. Л. Хилов,
- психиатрия — Н. Я. Бондарев,
- патанатомия — Н. Н. Аничков,
- инфекционные заболевания — Н. Г. Котов,
- нормальная анатомия — Н. Д. Бушмакин,
- гигиена — Г. В. Хлопин.

В 1935 году комплекс Медвуз-больница-техникум вошёл в состав Второго ленинградского медицинского института, причём техникум был преобразован в школу медицинских сестёр, а больница стала клинической базой этого института.

### Больница во времяВеликой Отечественной войны
Во время Великой Отечественной войны на базе больницы в павильонах 14—20 и 15—21 был организован эвакгоспиталь СЭГ 2222; одновременно было организовано оперкоек (оперативных коек) на 1250 мест.
В первый период войны, до сентября 1941 года нагрузка на оперкойки была сравнима с довоенным периодом, имелись запасы лекарств, перевязочных материалов, функционировали водопровод, канализация, энергоснабжение. В сентябре начались регулярные авианалёты, а в ноябре остановились трамваи, а пешком преодолевать путь в 12—15 км персонал уже не всегда мог. Поэтому почти все врачи и перешли на казарменное положение и стали жить своих кабинетах и ординаторских. В первую блокадную зиму вышли из строя водопровод, канализация, отопление, прекратилось энергоснабжение, перестали работать рентгенкабинеты, лаборатории, прачечный комбинат, ванны, аптека перестала готовить водные растворы. Еду в пищеблоке готовили на дровяных плитах, топливо для которых заготавливали сами сотрудники больницы. Из-за отсутствия эвакуации в больнице скопилась большая группа выздоравливающих, могущих работать; из них формировали бригады, изготавливающие самодельные печки-буржуйки в палатах и кабинетах. На четырёх этажах 25 павильона были устроены квартиры для врачей и их семей, по четыре квартиры на этаж.
Работой на хирургических койках в 13 павильоне руководили профессор В. М. Назаров и доцент факультетской хирургии Г. Л. Шапиро, а хирургического отделения эвакогоспиталя — профессор А. И. Ермоленко.

### Настоящее время
24 марта 2014 года работники отделения реанимации и интенсивной терапии объявили бессрочную голодовку в связи с резким сокращением зарплат. После встречи с ректором СЗГМУ 26 марта сотрудники объявили о прекращении голодовки.
20.11.14 в 02.06 на пульт ГУ МЧС по Петербургу поступило сообщение от сотрудников приемного покоя об открытом огне в 18 павильоне на 2 м этаже. Силами сотрудников павильона была произведена эвакуация пациентов клиники. К 3 часам ночи пожар ликвидирован. Причиной возгорания стало курение на балконе корпуса, нерабочая пожарная сигнализация, а также халатность руководства университета (начальнику медицинской части Баранову многократно говорилось о курении в корпусах).

## Памятник Мечникову
30 июня 1936 года на территории больницы был установлен бронзовый памятник И. И. Мечникову скульптора Л. В. Шервуда. Учёный на нём изображён держащим в руках микроскоп. На гранитном постаменте надпись: «Нет в мире непонятного, многое не понято». Высота скульптуры составляет 1.4 м, постамента — 1.9 м. Инициатором установки памятника был известный гигиенист профессор Г. В. Хлопин. Скульптура была отлита мастером К. И. Миглинником ещё в 1916 году, в год смерти Мечникова. Таких памятников скульптору было заказано три: один разместился на территории Пастеровского института в Париже, второй — на родине Мечникова, а третий — на территории больницы.

## Известные сотрудники больницы
- Оппель, Владимир Андреевич (выдающийся хирург; с 1925 — уполномоченный по больнице, с марта 1927 по октябрь 1929 — главный врач)[7]
- Петров, Николай Николаевич (организовал при больнице онкологическое отделение, с 24 декабря 1925 года — его заведующий; 16 марта 1927 года отделение было преобразовано в Научно-практический онкологический институт под его руководством)[7]
- Коротков, Николай Сергеевич (изобретатель звуковой методики измерения артериального давления; с мая 1914 года — старший врач больницы)[7]
- Вреден, Роман Романович (один из основоположников отечественной ортопедии и травматологии; c 1932 года — первый руководитель ортопедического отделения)[7]
- Напалков, Павел Николаевич (выдающийся хирург; проработал в больнице более 50 лет, с 1930 до 1988 года, сначала ординатором, затем заведующим хирургическим отделением; был одним из организаторов Ленинградского медвуза-больницы имени И. И. Мечникова, в 1932 году стал его деканом, которым оставался до 1935 года, когда он вошёл в состав Второго ленинградского медицинского института)[7]
- Николаева, Мария Николаевна (старшая медсестра, руководила работой операционно-перевязочного блока больницы во время Великой Отечественной войны, кавалер Ордена Ленина)[9]